# Discographie de Priscilla Betti
La discographie de Priscilla Betti, chanteuse de pop française, comprend l'ensemble des disques publiés au cours de sa carrière. Ce sont donc six albums, trois bandes originales de la série Chante ! et une vingtaine de singles qui composent cette discographie.
À noter que le 1er single de Priscilla, "Quand je serai jeune", sorti en 2001, a été également certifié disque d'or. Le disque d'or a été remis par Britney Spears lorsqu'elle est allée la voir à New-York.

## Albums[1]
|      | Année                | Album | Classement des ventes | Classement des ventes | Classement des ventes | Classement des ventes | Ventes | Certification française |
| FR   | Année                | Album | FR TL                 | BEL/Fr                | SUI                   |                       | Ventes | Certification française |
| 2002 | Cette vie nouvelle   | 18    | —                     | 44                    | 53                    | 100 000               | Argent |                         |
| 2002 | Priscilla            | 16    | —                     | 40                    | 72                    | 125 000               | Or     |                         |
| 2004 | Une fille comme moi  | 8     | —                     | 38                    | 83                    | 140 000               | 2 × Or |                         |
| 2005 | Bric à brac          | 20    | —                     | —                     | —                     | 60 000                | Argent |                         |
| 2007 | Casse comme du verre | 111   | —                     | —                     | —                     | 30 000                |        |                         |
| 2017 | La vie sait          | 35    | 32                    | 102                   | —                     | —                     | —      |                         |

## Chante!
| Année | Album                | Classement des ventes | Classement des ventes | Classement des ventes | Classement des ventes | Ventes | Certification française |
| ----- | -------------------- | --------------------- | --------------------- | --------------------- | --------------------- | ------ | ----------------------- |
| Année | Album                | FR                    | FR TL                 | BEL/Fr                | SUI                   | Ventes | Certification française |
| 2009  | Chante ! BO saison 2 | —                     | 156                   | —                     | —                     | 500+   | Téléchargement          |
| 2011  | Chante ! BO saison 4 | —                     | 156                   | —                     | —                     | 500+   | Téléchargement          |
| 2011  | Chante ! BO saison 5 | —                     | —                     | —                     | —                     | —      | Téléchargement          |

## Singles[1]
|      | Année                                     | Titre | Classement des ventes | Classement des ventes | Classement des ventes | Classement des ventes | Ventes  | Certification française                 | Album |
| FR   | Année                                     | Titre | FR TL                 | BEL/Fr                | SUI                   |                       | Ventes  | Certification française                 | Album |
| 2001 | Quand je serai jeune                      | 11    | —                     | 23                    | —                     | 178 000               | Argent  | Cette vie nouvelle                      |       |
| 2002 | Cette vie nouvelle                        | 10    | —                     | 36                    | —                     | 124 000               | Argent  | Cette vie nouvelle                      |       |
| 2002 | Bla bla bla                               | 38'   | —                     | —                     | —                     | 48 000                | —       | Cette vie nouvelle                      |       |
| 2002 | Regarde-moi (teste-moi, déteste-moi)      | 6     | —                     | 9                     | 81                    | 301 000               | Platine | Priscilla                               |       |
| 2003 | Tchouk tchouk musik                       | 12    | —                     | 38                    | 47                    | 145 000               | Argent  | Priscilla                               |       |
| 2004 | Toujours pas d'amour                      | 9     | —                     | 21                    | 39                    | 115 000               | Argent  | Une fille comme moi                     |       |
| 2004 | Toi c'est moi                             | 17    | —                     | —                     | —                     | 84 000                | —       | Une fille comme moi                     |       |
| 2004 | Jalousie                                  | 22    | —                     | —                     | —                     | 29 000                | —       | Une fille comme moi                     |       |
| 2005 | Entre les deux, je balance (single promo) | —     | —                     | —                     | —                     | —                     | —       | Une fille comme moi                     |       |
| 2005 | Bric à brac                               | 31    | —                     | —                     | —                     | 31 000                | —       | Bric à brac                             |       |
| 2005 | Je danse donc je suis                     | 45    | —                     | —                     | —                     | 12 000                | —       | Bric à brac                             |       |
| 2006 | Mission : Kim Possible                    | —     | —                     | —                     | —                     | —                     | —       | BOF Kim Possible                        |       |
| 2007 | Chante !                                  | —     | —                     | —                     | —                     | 34 000 (TL)           | —       | Casse comme du verre                    |       |
| 2008 | Casse comme du verre                      | —     | —                     | —                     | —                     | —                     | —       | Casse comme du verre                    |       |
| 2008 | Je dis stop (single promo)                | —     | —                     | —                     | —                     | —                     | —       | Casse comme du verre                    |       |
| 2009 | Pur Big Bang                              | —     | —                     | —                     | —                     | -                     | —       | Chante ! BO saison 2                    |       |
| 2012 | All I Want For Christmas Is You           | —     | —                     | —                     | —                     | 3 500 (TL)            | —       | Tale of voices, les voix de Noël        |       |
| 2012 | Je reprends ma route                      | —     | —                     | —                     | —                     | 3 500 (TL)            | —       | Les Voix de l'enfant                    |       |
| 2013 | Un faux départ                            | —     | —                     | —                     | —                     | 3 500 (TL)            | —       | Les Grandes voix des comédies musicales |       |
| 2015 | What a Feeling                            | —     | —                     | —                     | —                     | —                     | —       | Flashdance The Musical                  |       |
| 2015 | Moi je danse                              | 105   | —                     | —                     | —                     | —                     | —       | La vie sait                             |       |
| 2016 | Changer le monde                          | 120   | —                     | —                     | —                     | —                     | —       | La vie sait                             |       |
| 2017 | La vie sait                               | 109   | —                     | —                     | —                     | —                     | —       | La vie sait                             |       |

### Participations
- 2012 : Les Voix de l'enfant - Je reprends ma route (single)
- 2012 : All I Want for Christmas Is You issue de l'album Tales of Voices - Les Voix de Noël
- 2013 : Les Grandes voix des comédies musicales - Un faux départ (single)
- 2015 : No Woman, No Cry, collectif Les voix des femmes
- 2016 : Les Voix des femmes - Indépendantes (single)
- 2017 : We need you know, collectif Les voix des femmes
- 2020 : Collectif des artistes azuréens - Nos Vallées (single)

### Covers
Priscilla Betti a enregistré plusieurs reprises qui ont été mises en ligne sur YouTube.
- 2016 : Say You'll Be There - Spice Girls
- 2015 : I'm Outta Love - Anastacia
- 2015 : Partir - Ben l'Oncle Soul
- 2013 : Hold On I'm Coming - Sam & Dave

### Bandes originales de films
- 2001 : Quand je serai jeune (bande originale du film Jimmy Neutron : Un garçon génial)